# FK Obilić
FK Obilić (Фудбалски клуб Обилић) är en fotbollsklubb i Belgrad, Serbien, startad 1924. Säsongen 1997/1998 vann klubben det Serbiska herrmästerskapet Meridianska Superligan i fotboll. Säsongen 2012/2013 spelade laget i Belgrads tredje liga (lägsta divisionen i serbisk fotboll).